# Parallel Aesthetics
Parallel Aesthetics ist ein Musikalbum von Ivo Perelman und Tyshawn Sorey. Die im September 2024 in den Park West Studios in Brooklyn entstandenen Aufnahmen erschienen am 4. Februar 2025 auf Fundacja Słuchaj.

## Hintergrund
Der Saxophonist Ivo Perelman erlebte 2024 ein produktives Jahr; er veröffentlichte kollaborativ entstandene
Aufnahmen mit Musikern wie dem Trompeter Nate Wooley (Polarity 3), mit Matthew Shipp (Magical Incantation), Barry Guy und Ramón López (Interaction), mit Mark Helias und Tom Rainey (Truth Seeker), mit Aruán Ortiz und Ramón López (Ephemeral Shapes) sowie mit Chad Fowler, Reggie Workman und Andrew Cyrille (Embracing the Unknown). In diesem Jahr kam Perelman auch erstmals mit dem Schlagzeuger und Pianisten Tyshawn Sorey zusammen. Auf dem programmatisch betitelten  Album Parallel Aesthetics spielten sie sechs nicht näher bezeichnete Improvisationen.

## Titelliste
- Ivo Perelman & Tyshawn Sorey: Parallel Aesthetics (Fundacja Słuchaj)[1]

CD1
1. One 11:37
2. Two 16:52
3. Three 11:12
4. Four 15:51

CD2
1. Five 22:37
2. Six 14:06

## Rezeption

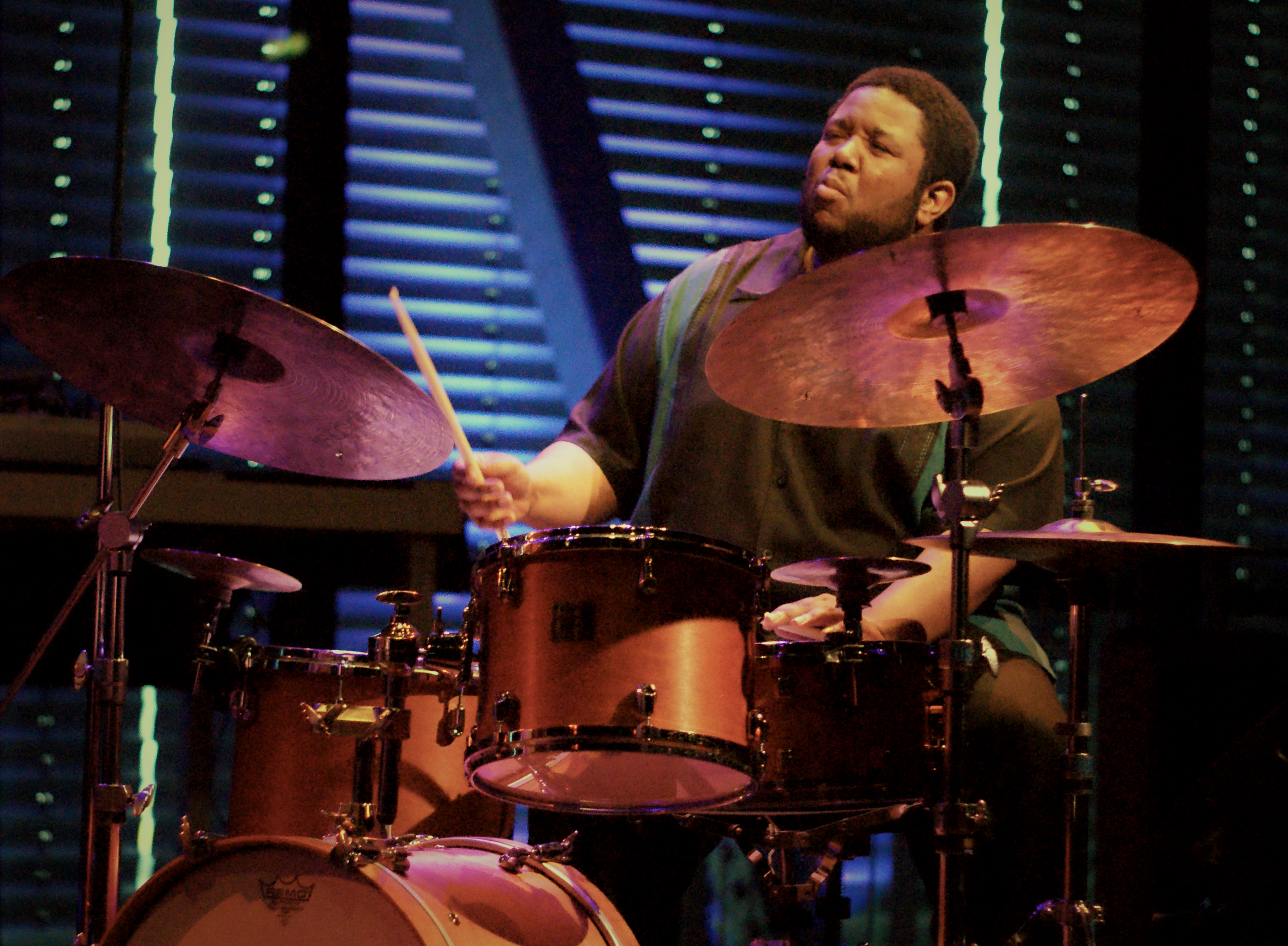
Tyshawn Sorey (2013)

Nach Ansicht von Hrayr Attarian, der das Album in All About Jazz rezensierte, sei Parallel Aesthetics als die erste von vielen Veröffentlichungen zum zehnjährigen Jubiläum des Labels Fundacja Sluchaj zugleich provokant und zugänglich. Beide Musiker würden die Grenzen des künstlerischen Ausdrucks erweitern und dabei einen charmant-poetischen Sinn bewahren. Wie von seinen brillanten Schöpfern nicht anders zu erwarten, stimuliere das Album, ohne abstrus zu wirken, und erfreut, ohne das Alltägliche zu berühren.
Wie so oft bei Ivo Perelman sei die Musik auf Parallel Aesthetics frei improvisiert und drifte oft tief in den Free Jazz ab, wenn auch nicht ganz, schrieb Paul Semel. Sie würde eher dem ähneln, was John Coltrane auf Alben wie Sun Ship und den Sessions zu First Meditations tat, als dem, als er sich später auf Expression oder den Konzertmitschnitten auf Live in Japan voll auf Free Jazz einließ.
Daher könnte man von „an Free Jazz angelehnt“ sprechen. Bei Parallel Aesthetics werde diese Grenze durch den Eröffnungstrack der ersten CD, „One“, noch einmal deutlich verstärkt. Er würde wild und laut, aber nie völlig aus den Fugen klingen. Er diene auch als guter Einstieg in dieses Album, denn ehrlich gesagt: Wenn einem das zu frei sei, „dann ist diese Sammlung es auch“. Parallel Aesthetics sei ein weiteres überzeugendes Beispiel für Ivo Perelmans Stil, der an Free Jazz erinnere. Es zeige aber auch, dass Tyshawn Sorey nicht nur ein eigenständiges Talent besitze, sondern sich mit einem Meister der „One-Take-Improvisation“ durchaus messen kann – egal, ob er Klavier oder Schlagzeug spielt.
Von Beginn an, wo Perelman auf dem Tenorsaxophon sinniert und subtile Rhythmen und Intonationen kreiert, verleihe Sorey der Musik eine besondere Note, urteilte Sammy Stein (Medium). Es würde auffallen, dass er Perelmans Rhythmen nicht kopiert, sondern lieber einen Weg in Perelmans Musik finde, indem er die Linien umwebt und Klangnuancen kreiert, um die Tiefe und Textur des kreativen Gewebes zu steigern. Die Musik werde immer farbenfroher, während Sorey seine Ohren und die ihm folgenden Hände in ein kontrapunktisches Vergnügen eintauchen lasse. Perelman würde sich in seinem Groove entspannen und der scheinbar ungestümen (aber nie wirklich ungestümen) Phrasierung sanfte Töne verleihen. Ein zweites Hinhören offenbare den Teufel im Detail, wenn Perelman einen Rhythmus mit dem anderen kontere und Sorey ihn unterstütze. In etwas mehr als sechs Minuten stürzt sich das Paar in einen erhabenen freien Fall, der durch melodische Zwischenspiele gekontert wird, untermalt von einer, wie man es nennen könnte, „normalen“ Schlagzeugbegleitung – und alles gehe nahtlos von einem Stil in den anderen über.